# Ansac-sur-Vienne
Ansac-sur-Vienne (okzitanisch Ançac) ist ein Ort und eine westfranzösische Gemeinde mit 816 Einwohnern (Stand 1. Januar 2022) im Département Charente in der Region Nouvelle-Aquitaine (Frankreich). Die Gemeinde besteht aus mehreren Weilern (hameaux) und Einzelgehöften.

## Geographie
Der Ort Ansac liegt auf dem Westufer des Flusses Vienne in einer Höhe von etwa 140 m über dem Meer und rund 61 Kilometer Fahrtstrecke nordöstlich von Angoulême in der alten Kulturlandschaft des Angoumois, einem Teil der Charente. Die Kleinstadt Confolens liegt nur etwa drei Kilometer nordöstlich.

## Geschichte
Ansac-sur-Vienne lag an der Römerstraße von Burdigala (Bordeaux) über Ecolisma (Angoulême) nach Avaricum (Bourges); eine andere Straße von Vesunna (Périgueux) nach Pictavium (Poitiers) führte ebenfalls durch das Gebiet der Gemeinde. Im frühen Mittelalter gehörte der mit Namen Ensiaco überlieferte Ort als Priorat der Abtei von Nanteuil-en-Vallée zum Bistum Poitiers, wurde jedoch im 16. Jahrhundert von den Grafen von Angoulême annektiert.

### Bevölkerungsentwicklung
| Jahr      | 1800 | 1851 | 1901 | 1954 | 1999 | 2013 | 2018 |
| Einwohner | 856  | 975  | 1002 | 760  | 852  | 856  | 827  |

Der weitgehend kontinuierliche Bevölkerungsrückgang im 20. Jahrhundert ist im Wesentlichen eine Folge des Verlusts an Arbeitsplätzen durch die Reblauskrise im Weinbau und die allgemein zunehmende Mechanisierung der Landwirtschaft.

## Wirtschaft
In früheren Jahrhunderten lebten die Einwohner als Selbstversorger vom Ertrag ihrer Felder und Gärten; auch Viehzucht wurde in geringem Umfang betrieben. Seit dem ausgehenden Mittelalter wurde der Weinbau in der Charente vorangetrieben, der jedoch nach der Reblauskrise nie mehr sein früheres Niveau erreichte. Stattdessen widmete man sich wieder der Feldwirtschaft und der Viehzucht. Landwirtschaft, Handwerk und Kleinhandel spielen auch heute noch die größte Rolle im Wirtschaftsleben des Ortes. Einige der leerstehenden Häuser sind als Ferienhäuser (gîtes) ausgewiesen.

## Sehenswürdigkeiten

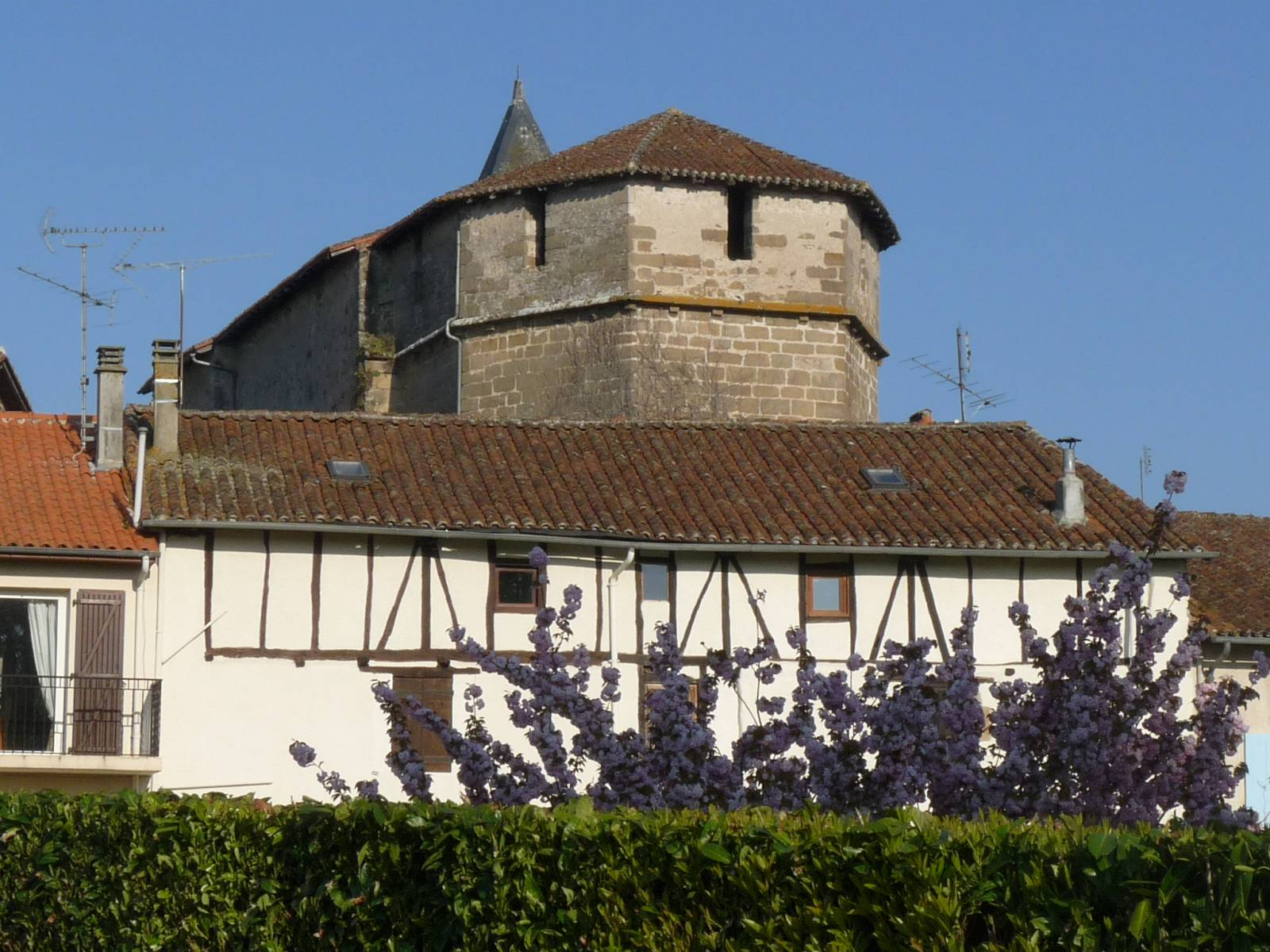
Kirche Saint-Benoît

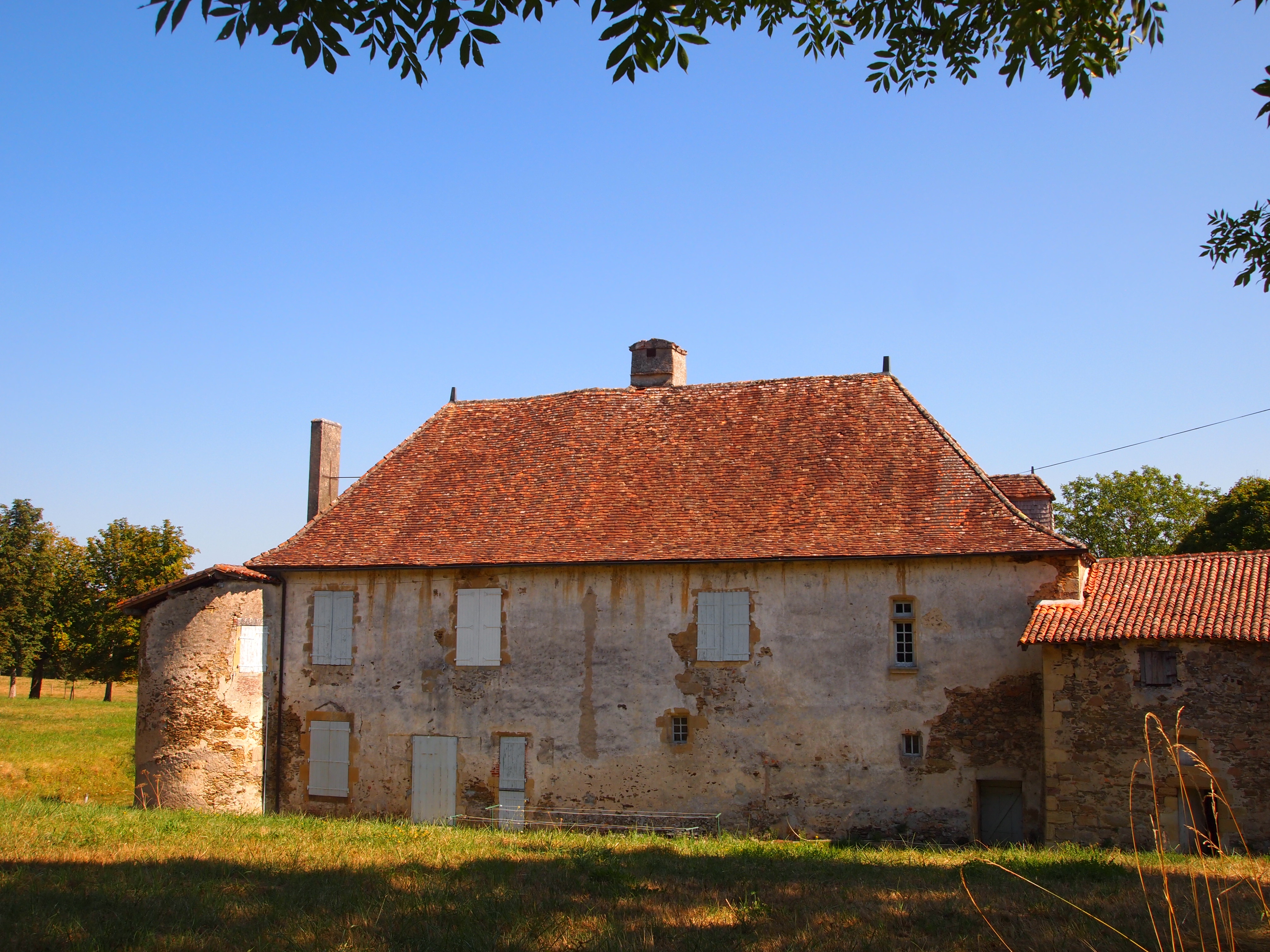
Logis de la Villatte

- Die teils aus Bruchsteinen, teils aus Hausteinen gemauerte ehemalige Priorats- und heutige Pfarrkirche Saint-Benoît existierte bereits im 11. Jahrhundert; sie wurde jedoch im 13. Jahrhundert und in der Zeit der Hugenottenkriege (1562–1598) grundlegend umgestaltet bzw. mit wehrhaften Elementen (z. B. einem Wach- und Schutzraum über der Apsis) versehen. Das auf der Südseite der Kirche befindliche Portal führt in ein von Seitenkapellen begleitetes Kirchenschiff, welches in einer polygonal ummantelten Apsis endet, die nach einem Brand im Jahr 1887 restauriert und mit Fresken ausgemalt wurde. Der Kirchenbau ist seit dem Jahr 1996 als Monument historique anerkannt.[2]
- Die im 15. Jahrhundert entstandene – ursprünglich einschiffige, jedoch später auf der Nordseite um ein Seitenschiff vergrößerte – Chapelle Notre-Dame diente jahrhundertelang als Pfarrkirche des Ortes. Auch sie wurde im Jahr 1887 mit Fresken ausgemalt und ist seit dem Jahr 1996 als Monument historique anerkannt.[3]
- Das im 16./17. Jahrhundert erbaute Logis de la Villatte (45° 59′ 23,3″ N, 0° 38′ 4,6″ O) liegt etwa einen Kilometer südwestlich des Ortes und war der Landsitz eines ehemals bedeutenden Grundherrn (seigneur). Es befindet sich in Privatbesitz und ist seit dem Jahr 1991 als Monument historique anerkannt.[4]